# Caria psittacus
Caria psittacus är en fjärilsart som beskrevs av Carl Heinrich Hopffer 1874. Caria psittacus ingår i släktet Caria och familjen Riodinidae. Inga underarter finns listade i Catalogue of Life.